# Negermusik
Negermusik ist ein abwertender Ausdruck für die insbesondere von Afroamerikanern geprägten Musikstile wie Blues und Jazz. In Anlehnung daran wurde in den 1950er Jahren auch Rock ’n’ Roll noch so bezeichnet. Seltener wurde der Ausdruck auch für die einheimischen Musikstile der Schwarzafrikaner verwendet.

## Nationalsozialismus
Die völkische Bewegung fokussierte ihren Protest erstmals auf den Jazz, als im Februar 1927 Ernst Kreneks Oper Jonny spielt auf, die musikalische Anleihen aus dem Jazz enthielt, in Leipzig uraufgeführt wurde und sich schnell zu einem Erfolgsstück in der Weimarer Republik und in Wien entwickelte. Der amerikanische Komponist Henry Cowell interpretierte 1930 in der deutschen Musikzeitschrift Melos den Jazz als eine Mischung aus afroamerikanischen und jüdischen Elementen: „Die Grundlagen des Jazz sind die Synkopen und rhythmischen Akzente der Neger. Ihre Modernisierung ist das Werk von New Yorker Juden […] Jazz ist also Negermusik gesehen durch die Augen dieser Juden.“ Solche Sichtweisen wurden von den Nationalsozialisten aufgegriffen: Herbert Gerigk fasste 1938 zusammen, dass „der neue Rhythmus“, „die sinnlose Anwendung der Synkope“, „der jüdische industrialisierte Jahrmarktskram, der aufgepropft wurde“ und „schließlich alles, was einmal mit den typischen Kapellen negroider Haltung zusammenhing: das Saxophon, die gestopften Blasinstrumente, die Gliederverrenkungen der Spieler, der heisere, bellende Refraingesang usw.“ vom nationalsozialistischen Regime abgelehnt werde.
Max Merz behauptete 1940, im Jazz trete „die Sucht des Sprengens der Form als Versuch einer Zersetzung der sich auswirkenden rasse- und artgebundenen Kräfte zutage“. Zum „artbedingten Musizieren irgendeines europäischen Volkes der weißen Rasse“ habe der Jazz „nicht die geringste Beziehung“.  Für Carl Hannemann war der Jazz 1943 ein „politisches Kampfmittel des Judentums im Dienste der Internationale“. Bereits 1930 veröffentlichte der thüringische Volksbildungs- und Innenminister, der Nationalsozialist Wilhelm Frick, einen Erlass wider die Negerkultur für deutsches Volkstum.
Im Jahr 1932 wurde von der Reichsregierung unter Franz von Papen ein Auftrittsverbot für schwarze Musiker veranlasst und 1935 vom Reichssendeleiter Eugen Hadamovsky das „endgültige Verbot des Niggerjazz für den ganzen deutschen Rundfunk“ erlassen.
Die 1938 von den Nationalsozialisten veranstaltete Ausstellung Entartete Musik setzte mit dem Titelblatt der zugehörigen Broschüre, das eine gehässige Karikatur eines saxophonspielenden Schwarzen zeigte, die pauschale rassistische Diffamierung der zeitgenössischen US-amerikanischen Musik als „Negermusik“ ins Bild.

## Nachkriegszeit
Seitdem die rassistisch abwertende und verletzende Dimension des Begriffs „Neger“ in den 1950er und 1960er Jahren herausgearbeitet wurde, stehen Bezeichnungen, die den Begriff enthalten, den Konventionen eines antidiskriminierenden Sprachgebrauchs entgegen. Noch in den 1950er Jahren wurde vor allem von Kirchen, Schulbehörden und Politikern vor der „obszönen Negermusik“ gewarnt, als der Rock ’n’ Roll vor allem in der Jugend Popularität erlangte. Bei dieser auch noch bis in die 1960er Jahre fortdauernden Verwendung des abwertenden Begriffs, der nun auf die zeitgenössische Blues- und Rockmusik bezogen wurde, kamen nicht nur dauerhafte rassistische Ressentiments, sondern in der „aggressiven Abwehr der neuen Jugendkultur“ auch der zeitgenössische Generationenkonflikt zum Vorschein.